# Triplaris caracasana
Triplaris caracasana är en slideväxtart som beskrevs av Adelbert von Chamisso. Triplaris caracasana ingår i släktet Triplaris och familjen slideväxter. Inga underarter finns listade i Catalogue of Life.